# Szachunja
Szachunja – miasto w Rosji, w obwodzie niżnonowogrodzkim. W 2010 roku liczyło 20 921 mieszkańców.